# Попелюх звичайний
Попелю́х звича́йний, або чернь червоноголо́ва (Aythya ferina) — водоплавний птах родини Качкових, який поширений у помірних широтах Європи та Сибіру, а також на півночі Африки. В Україні - гніздовий, перелітний, зимуючий вид. Належить до мисливських птахів.

## Морфологічні ознаки
Розміром приблизно з крижня. Маса тіла 0,7—1,1 кг, довжина тіла 42—49 см, розмах крил 72—82 см. У дорослого самця в шлюбному вбранні голова і шия каштаново-руді; майже весь тулуб і верхні покривні пера крил світло-сірі, з тонкою і густою темною поперечною смугастістю; верхня частина спини, основа шиї, воло, підхвістя і надхвістя чорні; махові пера сірі; хвіст чорно-бурий; основа дзьоба чорна, передня частина — сірувато-блакитна; ноги темно-сірі; райдужна оболонка ока червона. Самець у позашлюбному вбранні тьмяніший, чорний колір замінений бурим, сірий — з бурим відтінком. Доросла самка сірувато-бура; голова шия і воло рудувато-бурі; на горлі і біля дзьоба білуваті плями; райдужна оболонка ока коричнева. Молодий птах подібний до дорослої самки, але буріший.

## Голос
Голос самця в шлюбний час — неголосне «носове» «хи-хии». У зграях самці переговорюються тихими посвистами «пить-пить», «плить-плить». Голос самки — хрипке «крррр, крррр», схоже на голоси самок інших черней.

## Поширення та місця існування
Гніздовий ареал охоплює значну частину Євразії від Ісландії, Британських островів, Франції та південної частини Піренейського півострова на схід до Забайкалля.
В Україні гніздиться на всій території, крім гір; мігрує скрізь; регулярно зимує біля морського узбережжя, зрідка трапляється взимку на водоймах у глибині суходолу. 
Населяє відкриті, глибокі озера, порослі очеретом, рогозом, великі водосховища, ставки, значно рідше — річки з глибокими плесами та старицями з високою водною та навколо водною рослинністю. Досить часто оселяється на ставках рибгоспів.

## Чисельність
Чисельність в Європі оцінюється в 210—440 тис. пар, в Україні — 17,3—25,9 тис. пар.

## Гніздування

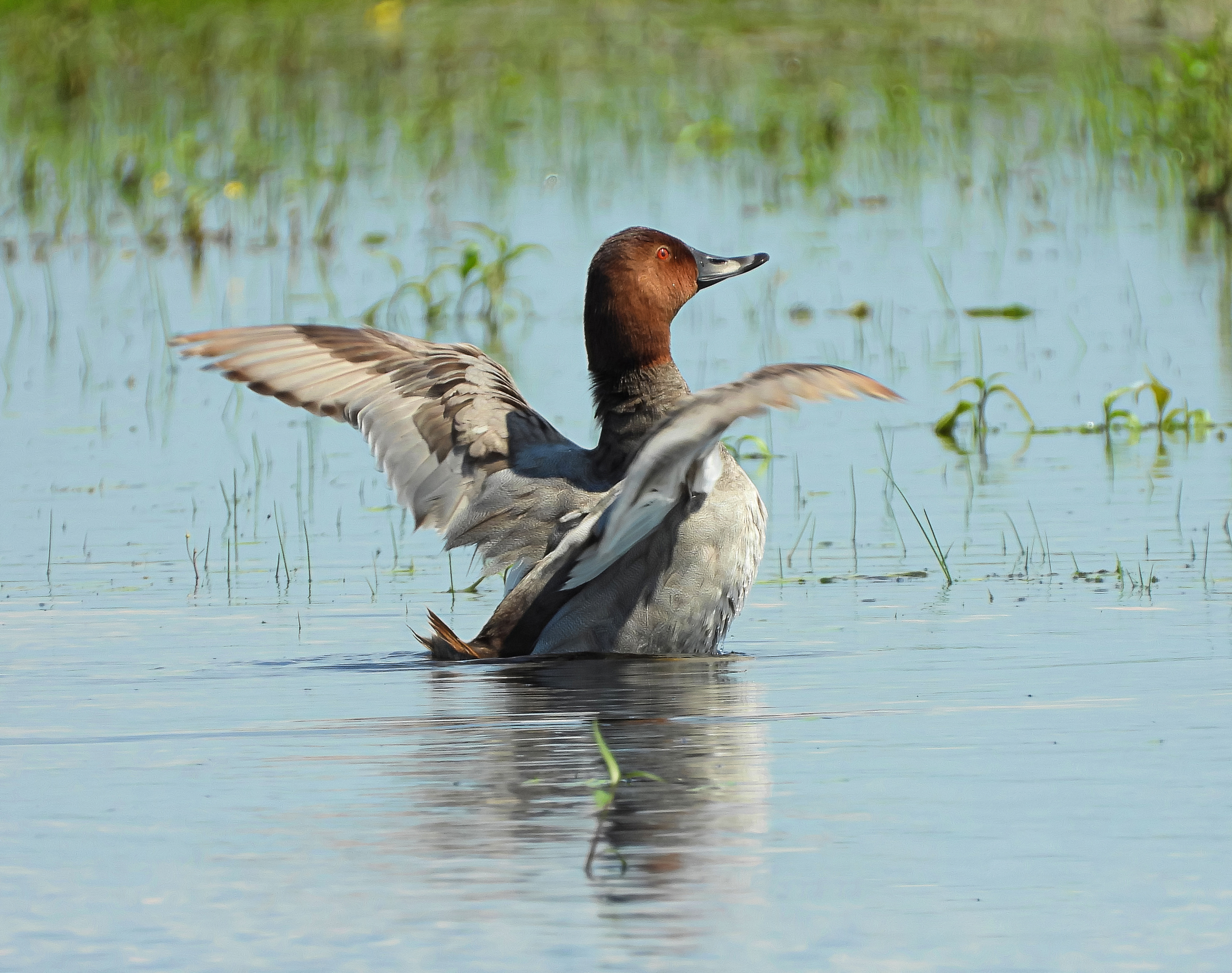
Попелюх на озері Стрільському

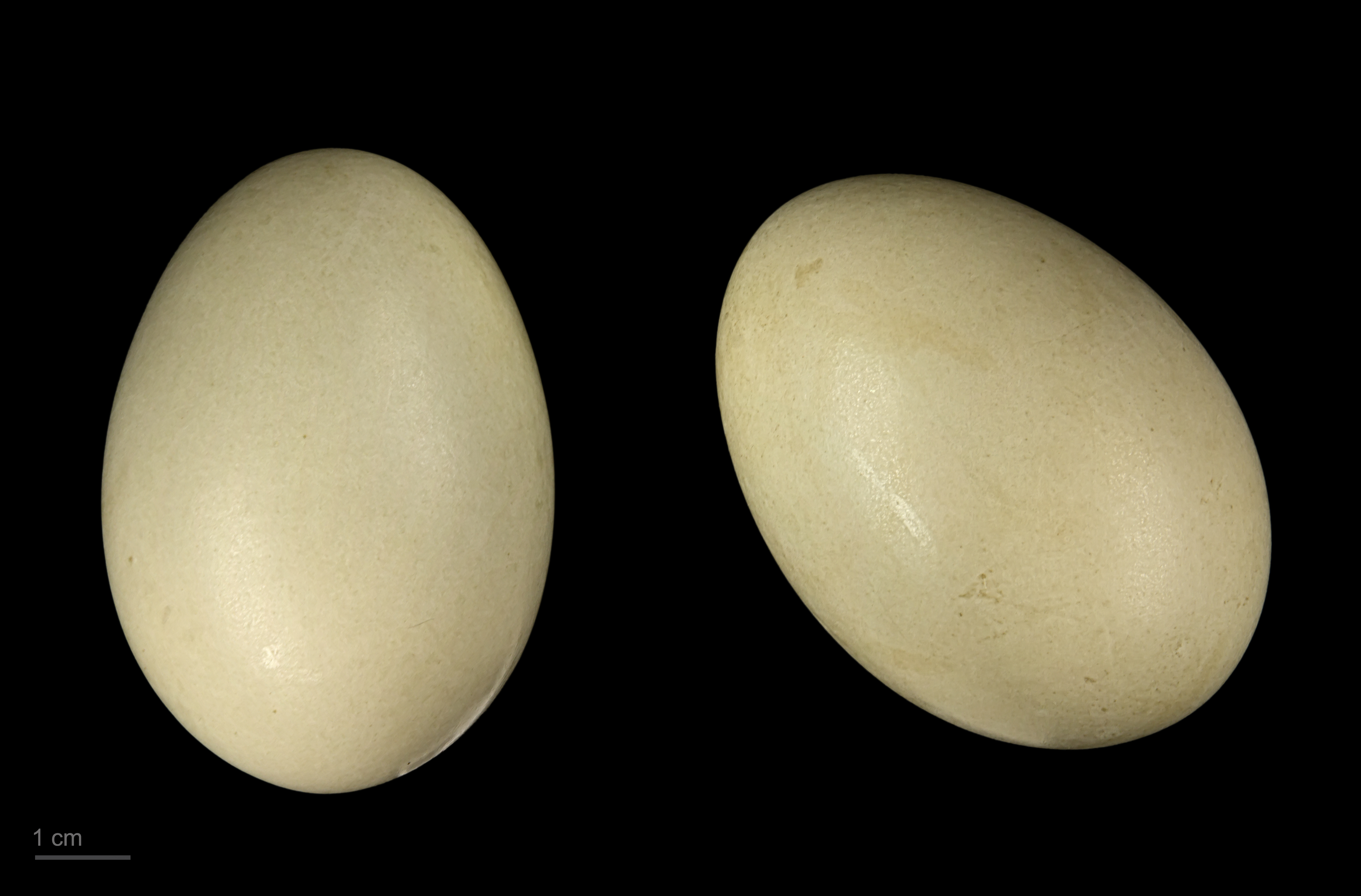
Яйця попелюха - Тулузький музей

Самка будує гніздо в різноманітних місцях, переважно у важкодоступних (на склавинах, заломах очерету, в густих заростях рогозу, ситника, інколи на плаваючих купках рослинності тощо), нерідко на дамбах очисних споруд серед високої та густої рослинності, на високих купинах, заболочених ділянок островів тощо, але завжди в безпосередній близькості від водойми. Для гнізда попелюх використовує значно більше будівельного матеріалу, ніж крижень. Ним слугують торішні стебла та листя водно-болотних або лучних рослин. По ходу відкладання яєць птах додає до нього пух, яким вистилає лоток та оточує (у вигляді валика) яйця. 
Повна кладка містить 6—12 (частіше 6—10) яєць з гладкою, матовою, без рисунка шкаралупою. Забарвлення її варіює від зеленувато-сірого до бурувато-зеленого кольору та по ходу насиджування стає брудно-оливковим або жовтувато-сірим. Досить часто в гніздо відкладають яйця дві або три самки, тоді їх може бути 20—27 та навіть до 35.
Гніздування починається порівняно пізно — в середині або наприкінці травня, коли розвивається навколоводна рослинність та з'являються підсохлі ділянки для розташування гнізд. Повні свіжі кладки зустрічаються наприкінці травня — на початку червня. За сезон одна кладка. Насиджує протягом 23—24 діб самка. Пташенята, як і у інших гусеподібних, виводкові.

## Живлення
Живиться рослинними та тваринними кормами, однак їх співвідношення може змінюватися в залежності від року та його пори. Навесні та восени переважає рослинна їжа — насіння, корінці та вегетативні частини трав та водних рослин. Влітку та взимку основу раціону складають дрібні безхребетні (водні комахи та їхні личинки, молюски, ракоподібні та черви), а також в меншому ступені земноводні та дрібна риба. У пошуках їжі зазвичай пірнає на глибину до 2,5 м, а також скльовує їжу з поверхні водних рослин.